# Fejér Lajos
Fejér Lajos, születési és 1898-ig használt nevén Weisz Lajos (Máramarossziget, 1877. július 28. – Budapest, 1945. február 11.) zsidó származású magyar építész és építési vállalkozó.

## Élete
Weisz Jakab fakereskedő és Lövinger Linka fiaként született. A budapesti műegyetemen szerzett 1899-ben építészmérnöki diplomát. Eleinte Möller István műegyetemi tanár irodájában dolgozott, majd önállósította magát. 1906-ban megalapította sógorával, Dános Lászlóval (1884–1935) a Fejér és Dános céget, amely egyike lett Magyarország legnagyobb építési vállalatainak, és vidéken Debrecenben, Sopronban és Szalonikiben is létesített fiókvállalatokat. Emellett azonban 1919-ig Ritter Ignáccal (1873–1926) is dolgozott közösen. A cég több budapesti köz- és magánépületet, számos vidéki törvényszéki palotát és gyárat épített. Fejér volt egyik megindítója a budapesti kislakás-építkezésnek, érdemei elismeréséül 1927-ben kormányfőtanácsossá nevezték ki. Megalapította és szerkesztette a Magyar Pályázatok című illusztrált építészeti folyóiratot. Több szakkönyv szerkesztésében vett részt, és több szakegyesület vezetőségi tagja volt. Az izraelita felekezeti életben is tevékenyen részt vett.
1904. május 12-én Budapesten feleségül vette Deutsch Bertát.
A Kozma utcai izraelita temetőben helyezték nyugalomra.

## Ismert épületei

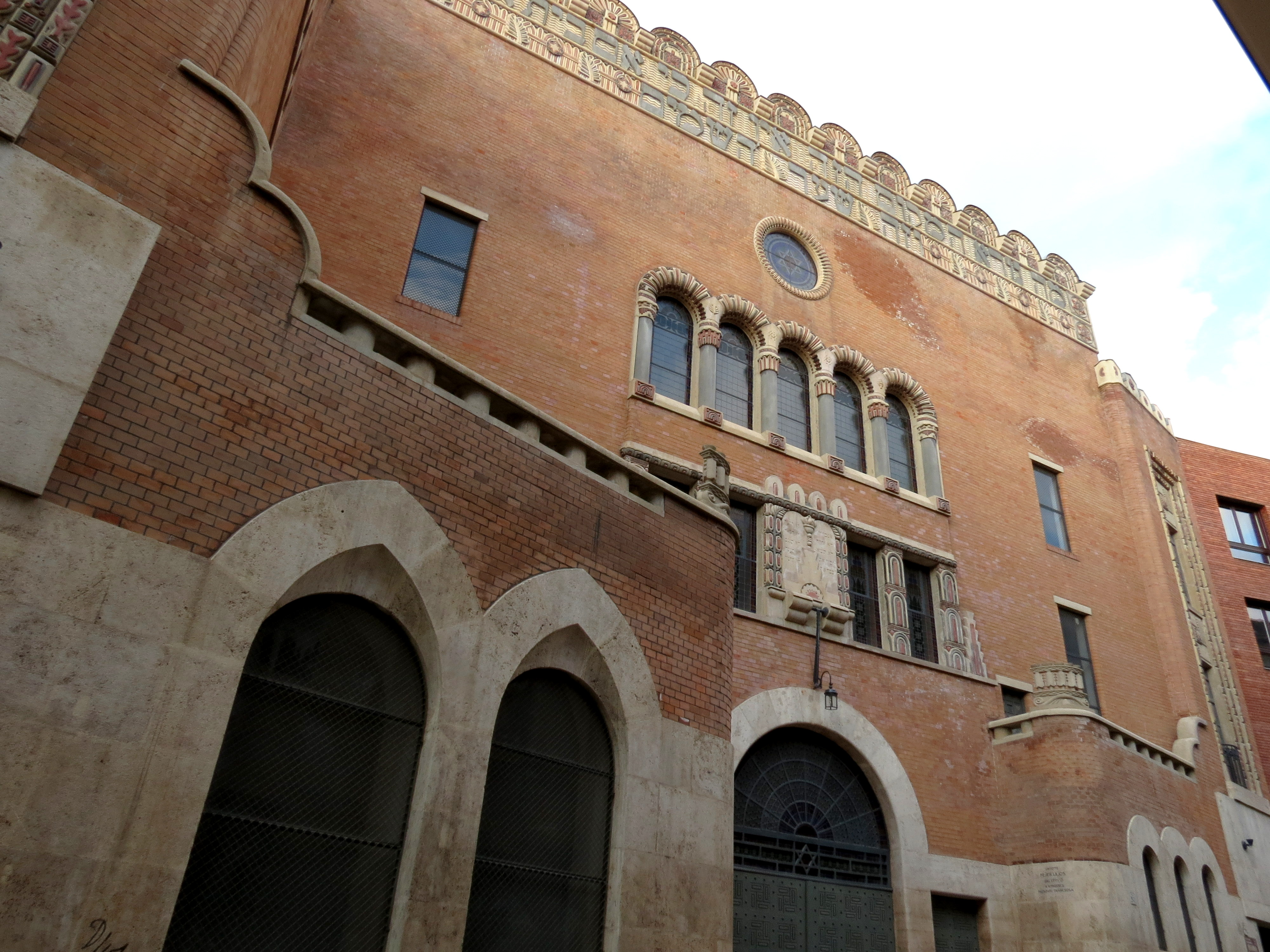
Kazinczy utcai zsinagóga

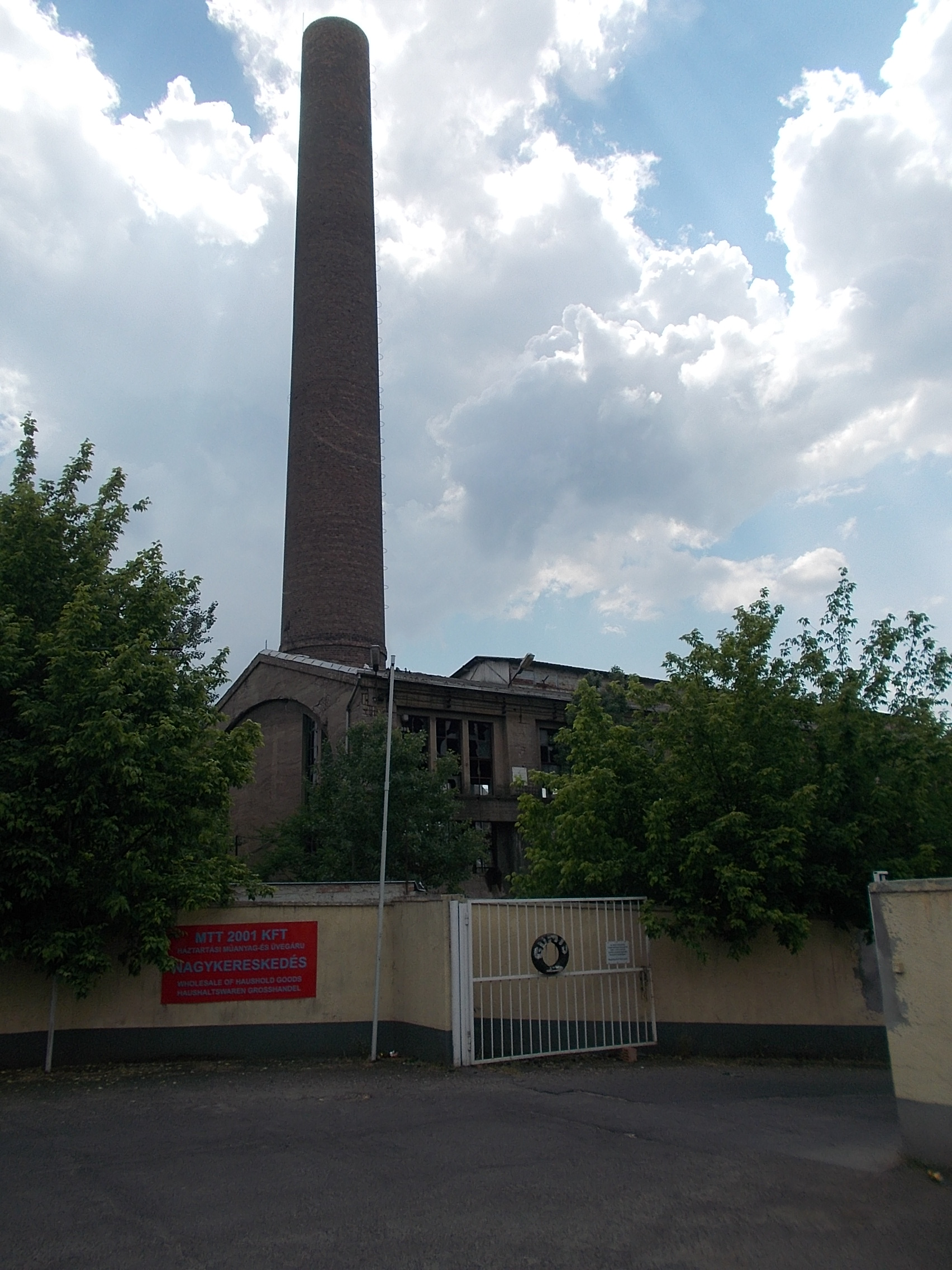
Hazai Fésűsfonó és Szövőgyár

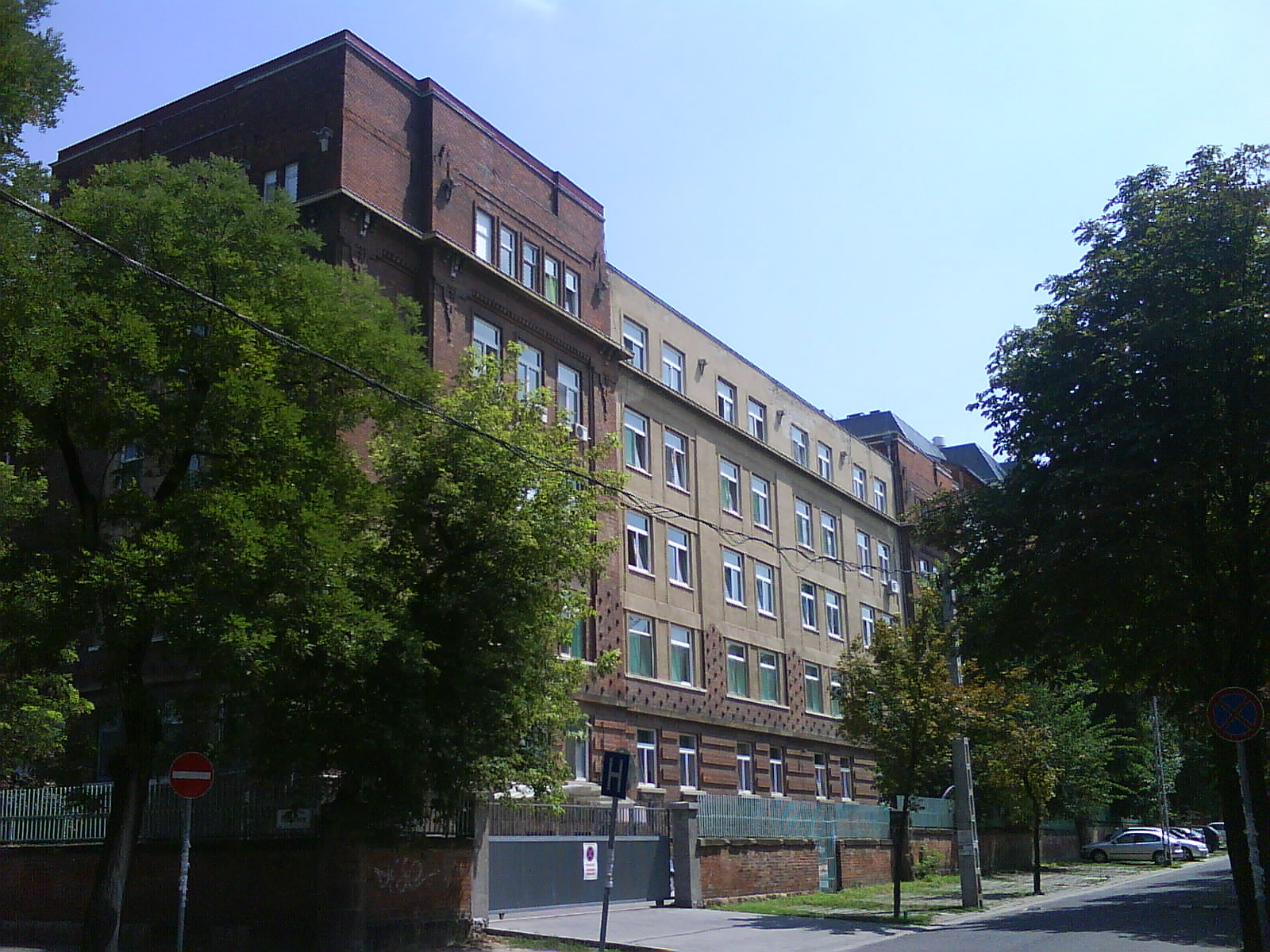
Horthy Miklós Közkórház

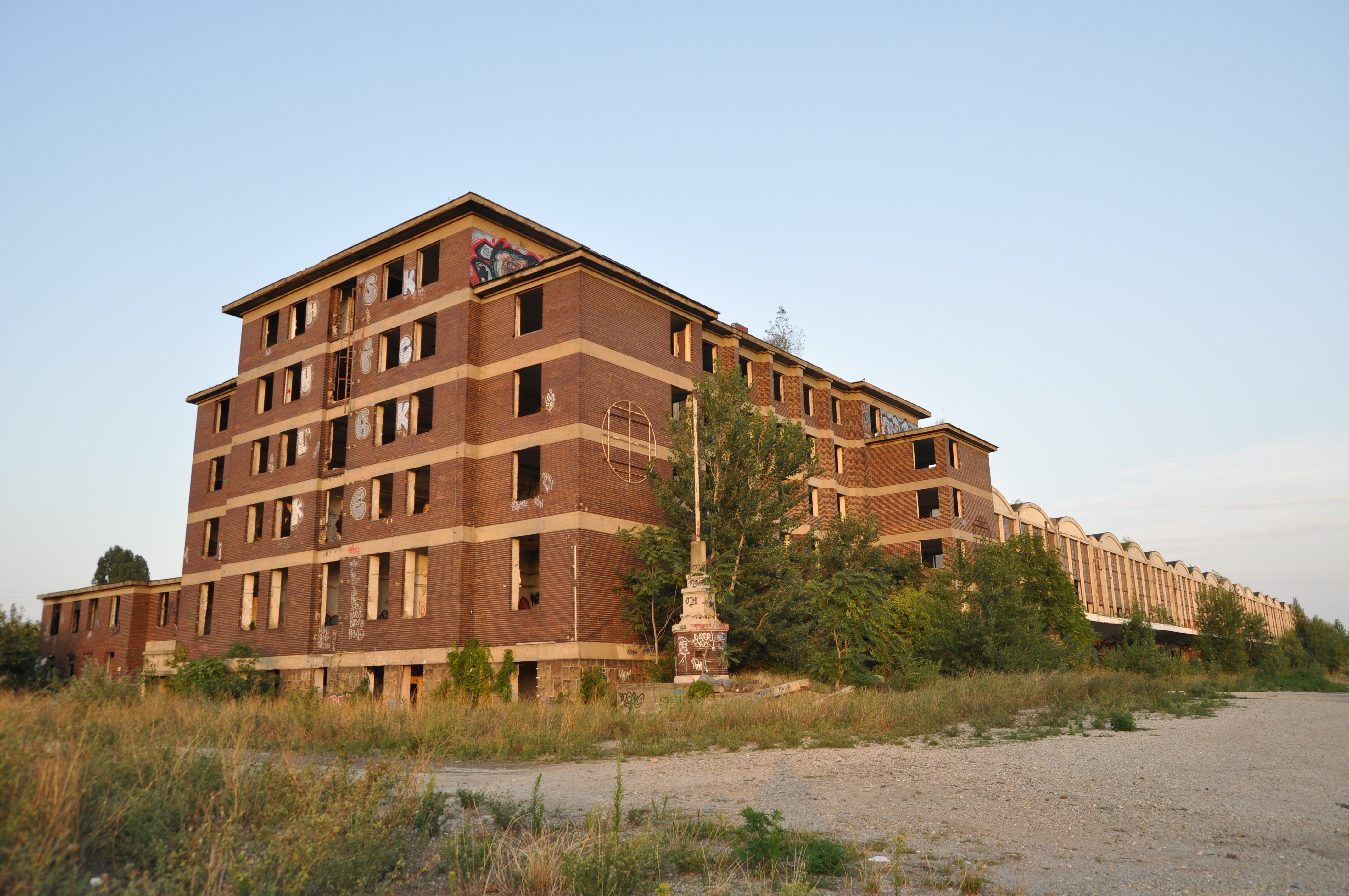
Nagyvásártelep, csarnok

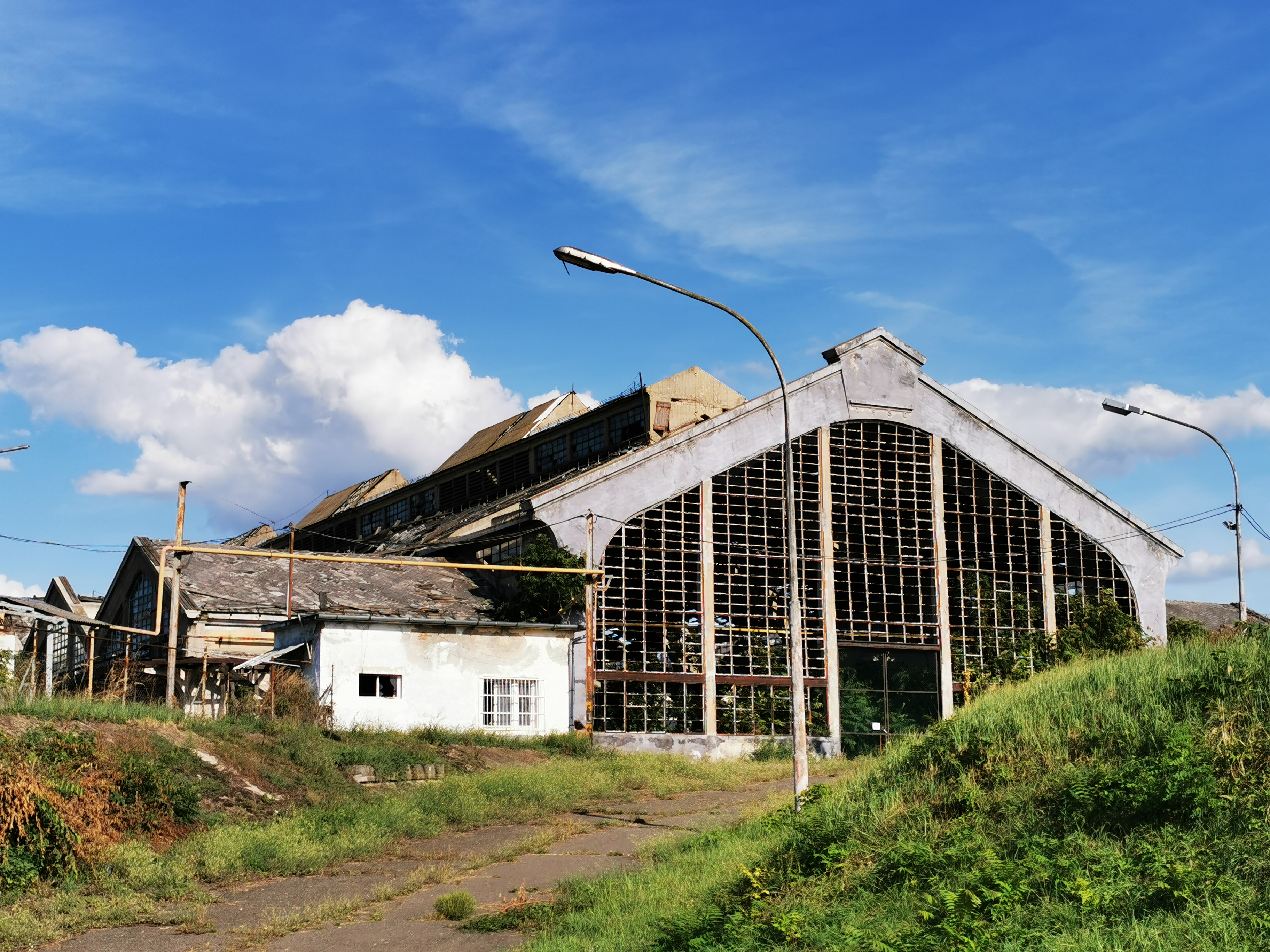
a Budapesti Sertésközvágóhíd Sertésvásárcsarnoka

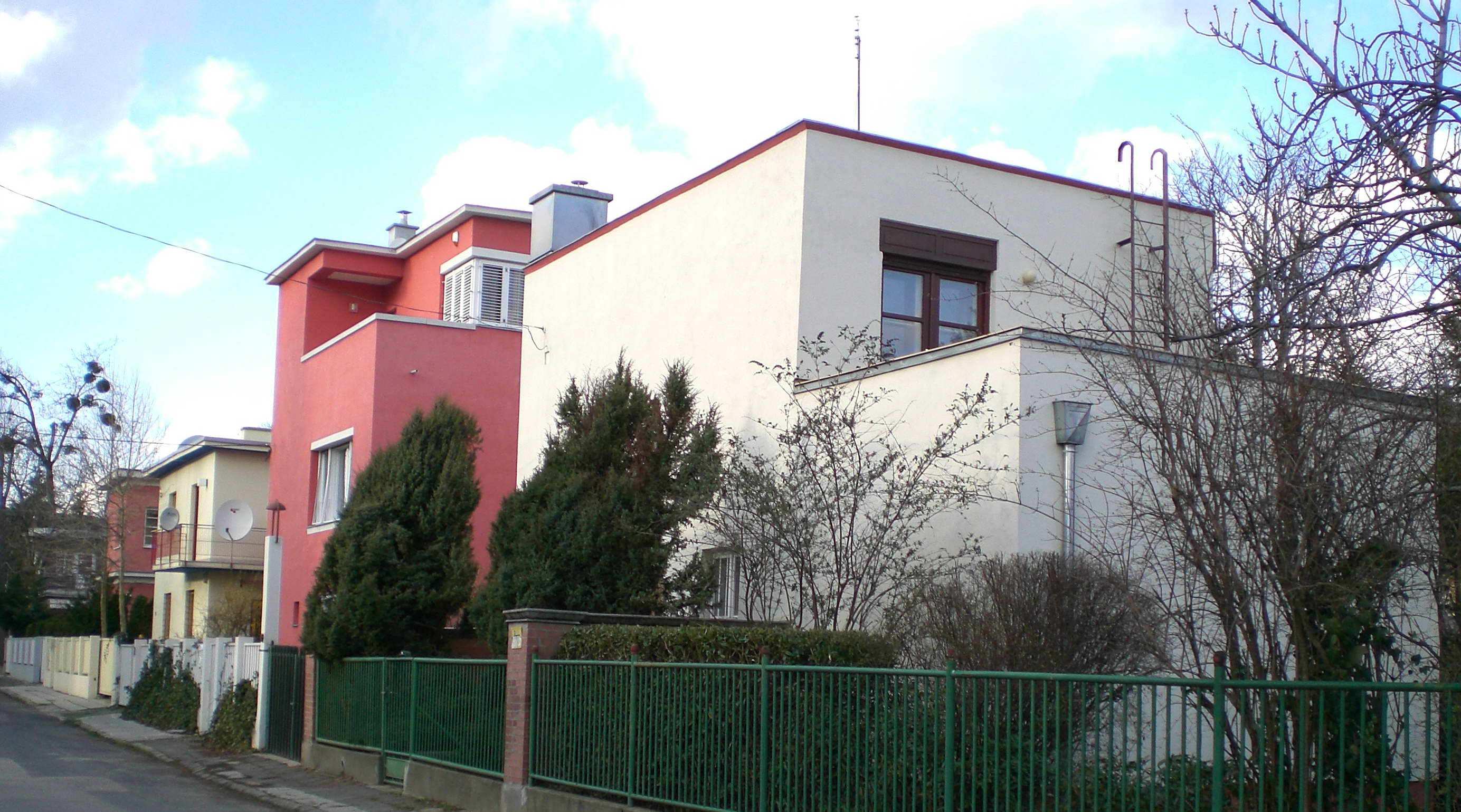
Napraforgó utcai kísérleti lakótelep

- 1904: Berettyó-társulat székháza, Nagyvárad[7]
- 1909: két lakóház, Budapest, Fény utca[7]
- református templom, Ungvár[7] – Ritter Ignáccal közös munka
- zsinagóga, Máramarossziget[7] – Ritter Ignáccal közös munka
- zsinagóga, Nagyszőlős[7] – Ritter Ignáccal közös munka
- színház, Ungvár[7] – Ritter Ignáccal közös munka
- nyaraló, Budapest, Hunyadi János u. 17.[7]

### Tervben maradt épületek
- Városháza, Kaposvár (I. díj)[7][10] – Ritter Ignáccal közös munka
- zsinagóga, Ungvár (II. díj)[7] – Ritter Ignáccal közös munka
- Izraelita Hitközség gőz- és rituális fürdője, Munkács (II. díj)[7]
- 1913: Dunakeszi Főműhely (ma: Dunakeszi Járműjavító Kft.), Dunakeszi[12]

### Kivitelező
- 1912-1913: Kazinczy utcai zsinagóga és hitközségi székház, Budapest, Kazinczy u. (tervező: Löffler testvérek)[7]
- Kultúrház, Budapest, Wesselényi u. (tervező: Tauszig Béla, Róth Zsigmond)[7]
- Igazságügyi Palota, Kaposvár[7]
- református templom, Kaposvár[7]
- 1910 u.: Kereskedelmi és Iparkamara székháza, Debrecen (tervező: Spiegel-Engler)[7]
- Siketnémák Tanintézete, Debrecen (tervező: Hajós-Villányi)[7]
- Pénzügyi Palota, Debrecen (tervező: Bobula János)[7]
- lakóház, Budapest, Horváth Mihály tér 6.[7]
- lakóház, Budapest, Teleki tér 1-2.[7]
- lakóház, Budapest, Falk Miksa u. 3. (tervező: Körmendy Sándor)[7]
- nyaraló, Budapest, Gábor Áron u. 11. (tervező: Hámor István)[7]
- lakóház, Budapest, Károly körút 3.[7]
- lakóház, Budapest, Madách tér 3-4.[7]
- lakóházak, Budapest, II. János Pál pápa tér[7]
- Hazai Fésüsfonó és Szövőgyár, Budapest, Soroksári út (tervező: Quittner Ervin, majd Györgyi Dénes)[7]
- FTC Sporttribün, Budapest, Üllői út[7]
- Kőbányai Állami Főgimnázium  (ma: Kőbányai Szent László Gimnázium, tervező: Lechner Ödön, Vágó József)[7]
- 1932: Horthy Miklós Közkórház (ma: Fővárosi Önkormányzat Bajcsy-Zsilinszky Kórháza, tervező: Szabolcs Ferenc, Maróthy Kálmán és Rimanóczy Gyula)[7]
- lakóház: Budapest, Őr utca 4. (Gerlóczy Gedeon-terv)[7]
- lakóház, Budapest, Pozsonyi út 3. (Vida-Nay-Strausz-terv)[7]
- lakóház, Budapest, Horánszky utca 1. (Tauszig-Róth-terv)[7]
- lakóház, Budapest, Bajza utca 8. (Fischer József-terv)[7]
- 1927-1928: Magyar Agrár és Járadékbank Rt. bérháza, Budapest, Thököly út 26. (tervezte: Münnich Aladár)[7]
- 1930-1932: a Budapesti Sertésközvágóhíd Sertésvásárcsarnoka, Budapest, Gubacsi út (tervezte: Münnich Aladár)[7]
- 1930-1932: Nagyvásártelep, Budapest, Hídépítő u. (tervezte: Münnich Aladár)[7]
- 1938-1939: Helvétia-házak, Budapest, Király u. (tervezte: Münnich Aladár, Hámor István és Martsekényi Imre)[7]
- kislakásos bérházak, Budapest, Kárpát u. 13-15-ben (tervező: Baumhorn Lipót, Horváth Antal-Schwartz Jenő, Wachtel Elemér)[7]
- kislakásos bérházak, Budapest, Üteg u. 16-20. (tervező: Quittner Ervin)[7]
- kislakásos bérházak, Budapest, Pongrác út 17. (tervező: Kappéter Géza)[7]
- kislakásos bérházak, Budapest, Kolozsvári út 39-43. (tervező: Györgyi Dénes és Padányi Gulyás Jenő)[7]
- kislakásos bérházak, Budapest, Bocskai út 43-45. (tervező: Münnich Aladár)[7]
- OTI (Országos Társadalombiztosítási Intézet) lakások, Budapest, Albertfalva (tervező: Barát Béla és Novák Ede)[7]
- kislakásos bérházak, Debrecen, Hajnal u. (tervező: Borsos József)[7]
- kislakásos bérházak, Debrecen, Kolozsi u. (tervező: Borsos József)[7]
- kislakásos bérházak, Debrecen, Szoboszlai u. (tervező: Borsos József)[7]

Szintén az OTI megrendelésére felújították a Váci utcában a Corso mozit, a mai Pesti Színház elődjét. Ők voltak a Napraforgó utcai kísérleti lakótelep kivitelezői is. Tisztviselő- és munkásházak sorát emelték Peremartonban, Sajószentpéteren, Sajókazincon, Sajókazán, Tokodon, Úrkúton és Fűzfőn.

## Egyéb irodalom
- Az 50 éves Vállalkozók Lapja jubileumi albuma 1879–1929. A magyar építőművészet és építőipar 50 éve, Vállalkozók Lapja, Budapest, 1929